# Preitenegg
Preitenegg – gmina w Austrii, w kraju związkowym Karyntia, w powiecie Wolfsberg. Liczy 969 mieszkańców (1 stycznia 2015).